# Todirești (Vaslui)
Todirești is een Roemeense gemeente in het district Vaslui.
Todirești telt 3584 inwoners.